# Přestřelka u O. K. Corralu

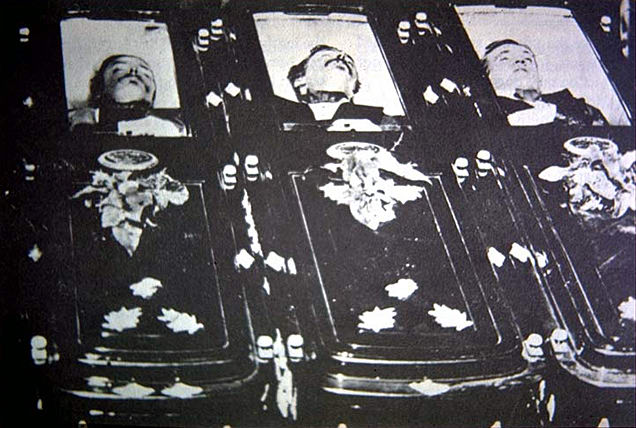
Mrtvoly kovbojů vystavené za výlohou místního pohřebního ústavu

Přestřelka u O. K. Corralu byl půlminutový pistolnický souboj mezi skupinou psanců a zástupci zákona, obecně považovaný za nejslavnější přestřelku v historii amerického Divokého západu. Došlo k ní ve středu 26. října 1881 kolem třetí hodiny odpoledne v městečku Tombstone v Arizoně. Byla vyústěním dlouho doutnajícího sváru. Na jedné straně v ní stáli kovbojové Billy Claiborne, Ike a Billy Clantonovi a Tom a Frank McLaury, na druhé představitelé zákona – městský maršál (velitel policie) Virgil Earp, jeho pomocník Morgan Earp, a dočasní zástupci Wyatt Earp a Doc Holliday. Billy Clanton a oba bratři McLauryovi byli v přestřelce zabiti, Ike Clanton a Billy Claiborne vyvázli bez zranění. Na druhé straně byli zraněni Virgil, Morgan a Doc Holliday, nezraněn zůstal Wyatt Earp. Střetnutí je považováno za charakteristické pro období dobývání Západu, kdy na americkém Pomezí vládli psanci a síly zákona jim v některých oblastech prakticky nekladly odpor, protože jich na rozlehlé území nebyl dostatek.
Přestřelka vešla v USA v širší známost až roku 1931, kdy Stuart Lake vydal – dva roky po smrti Wyatta Earpa – životopisný román Wyatt Earp: Frontier Marshal. Kniha se stala předlohou pro film režiséra Johna Forda Můj miláček Klementina (1946). Své dnešní označení však přestřelka získala až z filmu Přestřelka u O. K. Corralu režiséra Johna Sturgese v roce 1957. Později se objevila – s různou mírou historické věrnosti – ještě v řadě dalších filmových i knižních westernů.

## Místo

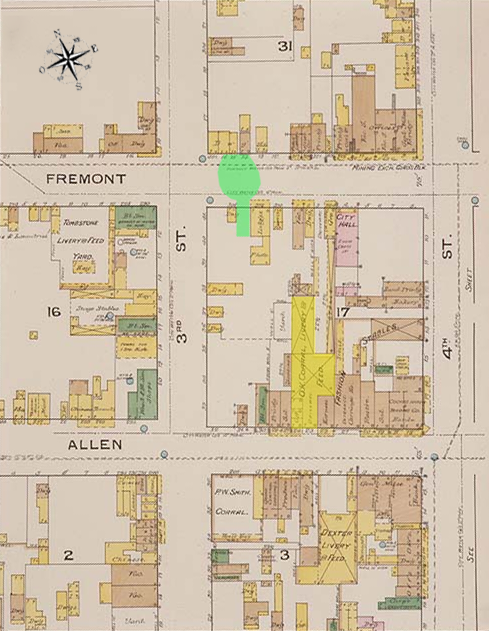
Požární mapa města Tombstone z roku 1886, zelená barva označuje místo přestřelky a žlutá O. K. Corral

O. K. Corrall byl název nájemní stáje s výběhem pro koně; přestřelka se ve skutečnosti neodehrála v ní nebo přímo u ní, ale o šest domů západně od jejího zadního vchodu na Fremont Street. Obě soupeřící skupiny byly na počátku sporu od sebe vzdáleny jen necelé dva metry. Za třicet sekund padlo asi třicet výstřelů. Ike Clanton poté podal na Earpovy a Doca Hollidaye žalobu pro vraždu, ale všichni byli nakonec zproštěni obvinění.

## Místní okolnosti
Nepodařilo se přesně určit, kdo vystřelil jako první. Někteří svědci vypovídali podle toho, komu ve sporu stranili, a ti, kteří byli nestranní, účastníky sporu neznali a nebyli proto schopni přesně popsat, jak střelba začala. I řada okolností, které k přestřelce vedly, a detailů jejího dalšího průběhu zůstala nejasná, i když existuje její poměrně podrobné vylíčení, které vyplynulo mimo jiné i z koronerova šetření. I oboje místní noviny informovaly o boji protichůdně: The Tombstone Epitaph vydavatele Johna Cluma stranil spíše zájmům místních obchodníků a podpořil maršála Virgila Earpa. Harry Woods, vydavatel druhých nejvýznamnějších novin The Nugget, byl zástupcem šerifa okresu, pod nějž Tombstone spadal, Johnnyho Behana, a ten stál na straně kovbojů a hájil zájmy venkovských obyvatel a majitelů půdy. (V Tombstonu bylo v té době slovo cow-boy užíváno nejčastěji ve významu „psanec“, a tak je také užívaly místní noviny; pro jejich poctivé protějšky se užívaly jiné termíny, jako chovatel dobytka nebo rančer.)

## Po přestřelce
Konflikt obou soupeřících stran touto přestřelkou neskončil. 28. prosince 1881 kovbojové přepadli ze zálohy Virgila Earpa; pokus o vraždu přežil, po zbytek života však nosil ruku na pásce. 18. března 1882 pak skrze sklo ve dveřích saloonu zastřelili Morgana Earpa, když hrál biliár. Podezřelí měli v obou případech nezpochybnitelné alibi a nebyli obviněni. Wyatt Earp byl jmenován Zastupujícím U.S. Marshalem a uspořádal soukromou vendettu: najal si ozbrojenou skupinu, s níž během jednoho týdne na konci dubna 1882 vypátral a zabil tři muže, kterým přičítal útoky na oba své bratry. 
Pokud jde o osudy přeživších účastníků, Ike Clanton byl 1. června 1887, ve věku asi 40 let,  přistižen při krádeži dobytka, a když se bránil zatčení, zástupce zákona Jonas V. Brighton ho zastřelil. Doc Holliday zemřel ve věku 36 let na tuberkulózu v Glenwood Springs v Coloradu 8. listopadu 1887, Wyatt Earp se však o jeho smrti dozvěděl až za několik měsíců. Wyatt Earp přežil z účastníků přestřelky u O. K. Corralu nejdéle. Zemřel 13. ledna 1929 ve věku 80 let v Los Angeles na chronický zánět močového měchýře.